# Planococcus aemulor
Planococcus aemulor är en insektsart som beskrevs av De Lotto 1964. Planococcus aemulor ingår i släktet Planococcus och familjen ullsköldlöss.
Artens utbredningsområde är Kenya. Inga underarter finns listade i Catalogue of Life.